# Liste japanischer Wörter aus indoeuropäischen Sprachen
Die Liste japanischer Wörter aus indoeuropäischen Sprachen enthält Beispiele für Wörter der japanischen Sprache, die aus dem indoeuropäischen Sprachraum entlehnt wurden, insbesondere aus dem Englischen, Deutschen, Französischen und Portugiesischen.

## Kontext
Gairaigo (jap. 外来語) ist die japanische Bezeichnung für Lehnwort und die Übertragung oder Transliterierung ins Japanische.
Eine große Menge Fremdwörter gelangte durch den Kontakt mit dem Westen (Beispiel: pan (パン), dt: Brot, aus dem Portugiesischen) vor allem seit der Meiji-Restauration und ihren Neuerungen und Umwälzungen auf technischem und gesellschaftlichem Gebiet ins Japanische. Wurden anfangs Lehnwörter meist in Kanji übersetzt (Beispiel: enpitsu (鉛筆), vom Deutschen: Bleistift), werden sie seit dem Zweiten Weltkrieg mit Katakana transkribiert und sind damit leicht als solche erkennbar. Im umgangssprachlichen Gebrauch bezieht sich die Bezeichnung Gairaigo entsprechend auf die neueren Fremdwörter aus europäischen Sprachen, überwiegend aus dem Englischen.
Gemäß der Ausrichtung Japans auf Konzepte verschiedener westlicher Nationen bei der Modernisierung in der Meiji-Zeit gelangten je nach Themengebiet Fremdwörter verschiedener Sprachen ins Japanische: Viele medizinische Begriffe, Bergsteiger-Vokabular und Ausdrücke der Philosophie sowie Naturwissenschaften wie Physik und Chemie stammen aus dem Deutschen, Fremdwörter im künstlerischen Bereich aus dem Französischen, Bergbau-Begriffe aus dem Englischen, juristische Lehen aus dem Französischen (anfangs) und Deutschen (später), militärische Bezeichnungen aus dem Englischen und Deutschen.
Wie bei Entlehnungen in anderen Sprachen vollzieht sich bei der Übernahme eines Fremdwortes – außer im Falle von bisher unbekannten exakt spezifizierten Gegenständen, Lebewesen o. ä. – immer auch eine teils erhebliche Bedeutungsänderung, die Muttersprachlern wie Erlernern der Sprache nicht immer bewusst werden, da sich die unterschiedlichen Bedeutungen ähneln und auf denselben Themenbereich beziehen.
Neben den Fremdwörtern gibt es im Japanischen auch zahlreiche Scheinanglizismen (japanisch 和製英語 Wasei-eigo wörtlich „in Japan geschaffenes Englisch“).

## Liste von Beispielen
| Japanische Schreibweise                                           | Rōmaji                                  | Herkunft                                                                                        | Bedeutung | Herkunft                     |
| ----------------------------------------------------------------- | --------------------------------------- | ----------------------------------------------------------------------------------------------- | --- | ---------------------------- |
| OL                                                                | ōeru                                    | OL, „Office Lady“ (office worker)                                                               | weibliche Büroangestellte | Wasei-Eigo                   |
| Uターン                                                           | yūtān                                   | u-turn                                                                                          | 180°-Wende | Englisch                     |
| Uターンラッシュ                                                   | yūtān rasshu                            | u-turn + rush                                                                                   | Rückreiseverkehr nach den Neujahrsferien, der Golden Week und Obon | Wasei-Eigo                   |
| アイドル                                                          | aidoru                                  | idol                                                                                            | (japanisches) Sternchen, Medienpersönlichkeit | Englisch                     |
| アイ・ラブ・ユー                                                  | ai rabu yū                              | I love you                                                                                      | Ich liebe dich | Englisch                     |
| アップ                                                            | appu                                    | upload                                                                                          | Upload | Englisch                     |
| アパート                                                          | apāto                                   | apartment                                                                                       | eher einfache Wohnung in etwas älterem Wohngebäude (siehe unten: manshon) | Englisch                     |
| アポ                                                              | apo                                     | appointment                                                                                     | Termin, Verabredung | Englisch                     |
| アベック                                                          | abekku                                  | avec („mit“)                                                                                    | Liebespaar | Französisch                  |
| アニメ                                                            | anime                                   | animation movie                                                                                 | Zeichentrickfilm | Englisch                     |
| アメフト                                                          | ame-futo                                | American Football                                                                               | Football | Englisch                     |
| アルバイト                                                        | arubaito                                | Arbeit                                                                                          | Teilzeitarbeit, Aushilfsarbeit | Deutsch                      |
| アンケート                                                        | ankēto                                  | enquête                                                                                         | Umfrage, Fragebogen | Französisch                  |
| アンニュイ                                                        | annyui                                  | ennui                                                                                           | Langeweile | Französisch                  |
| イクラ                                                            | ikura                                   | икра (ikra „Kaviar“)                                                                            | Kaviar | Russisch                     |
| イベント                                                          | ibento                                  | Event                                                                                           | Veranstaltung (Konzert u. Ä.) | Englisch                     |
| イメージ                                                          | imēji                                   | image                                                                                           | Image im Sinne von Ruf | Englisch                     |
| エアコン                                                          | eakon                                   | air conditioning                                                                                | Klimaanlage | Englisch                     |
| エッチ                                                            | etchi                                   | der Buchstabe H des englischen Alphabets als Abkürzung des jap. Wortes 変態 (hentai, „pervers“) | Sex, schlüpfrig, sexuell, perverser „Anime“ | Englisch                     |
| エネルギー                                                        | enerugii                                | Energie                                                                                         | Energie | Deutsch                      |
| エネルギッシュ                                                    | enerugisshu                             | energisch                                                                                       | energisch | Deutsch                      |
| エロ                                                              | ero                                     | eros                                                                                            | Erotik, Pornografie | Englisch                     |
| オーダーメード                                                    | ōdā mēdo                                | order made                                                                                      | auf Bestellung angefertigt | Englisch                     |
| オープンカー                                                      | ōpun kā                                 | open car (convertible)                                                                          | Cabrio | Wasei-Eigo                   |
| オーライ                                                          | ōrai                                    | all right                                                                                       | in Ordnung, OK | Englisch                     |
| オランダ                                                          | oranda                                  | Holanda                                                                                         | Holland, Niederlande | Portugiesisch                |
| オフ                                                              | ofu                                     | off                                                                                             | ausgeschaltet, Preisabschlag | Englisch                     |
| オン・ザ・ロック                                                  | on-za-rokku                             | on the rocks                                                                                    | mit Eis | Englisch                     |
| オナニー                                                          | onanī                                   | Onanie                                                                                          | Onanie | Deutsch                      |
| カッパ                                                            | kappa                                   | capa (de chuva)                                                                                 | Regenmantel | Portugiesisch                |
| カラオケ                                                          | karaoke                                 | 空 (kara „leer“) + orchestra                                                                    | Karaoke | Japanisch + Englisch         |
| カラン                                                            | karan                                   | kraan                                                                                           | Wasserhahn | Niederländisch               |
| カルタ, 骨牌 oder 加留多                                          | karuta                                  | carta                                                                                           | Spielkarte | Portugiesisch                |
| カルテ                                                            | karute                                  | Karte                                                                                           | Krankenkarte in der Arztpraxis | Deutsch                      |
| カード                                                            | kādo                                    | card                                                                                            | Kreditkarte oder Ähnliches | Englisch                     |
| カンニング                                                        | kanningu                                | cunning                                                                                         | Abspicken in der Schule, betrügerisch | Englisch                     |
| ガム                                                              | gamu                                    | gum                                                                                             | Kaugummi | Englisch                     |
| ガラス                                                            | garasu                                  | glass                                                                                           | Glas (als Material) | Niederländisch oder Englisch |
| ガードマン                                                        | gādoman                                 | guard man                                                                                       | Wachmann | Englisch                     |
| キャッチフレース                                                  | kyatchi furēsu                          | catch phrase                                                                                    | großer Text in Anzeigen oder Broschüren, der die Aufmerksamkeit der Leser auf sich zieht | Englisch                     |
| ギプス/プス                                                       | gipusu/pusu                             | Gips                                                                                            | Gips | Deutsch                      |
| クラクション                                                      | kurakushon                              | Klaxon                                                                                          | Hupe | Englisch                     |
| 倶楽部 oder クラブ                                                | kurabu                                  | Club                                                                                            | Klub (Kanji-Version: z. B. Golf-Club, Katakana-Version: Nachtklub u. ä.) | Englisch                     |
| クランケ                                                          | kuranke                                 | Kranke                                                                                          | Patient | Deutsch                      |
| グラス                                                            | gurasu                                  | glass                                                                                           | Trinkglas | Englisch                     |
| グミ                                                              | gumi                                    | Gummi                                                                                           | Weingummi, Fruchtgummi | Deutsch                      |
| コンビニ                                                          | kombini                                 | convenience store                                                                               | Nachbarschaftsladen | Englisch                     |
| ゴム                                                              | gomu                                    | gom                                                                                             | Gummi, Radiergummi | Niederländisch               |
| サービス                                                          | sābisu                                  | service                                                                                         | Service | Englisch                     |
| サイン                                                            | sain                                    | sign (signature)                                                                                | Unterschrift | Englisch                     |
| サボる                                                            | saboru                                  | sabotage                                                                                        | schwänzen, nicht zur Arbeit oder Schule gehen | Französisch                  |
| サラダ                                                            | sarada                                  | salada                                                                                          | Salat | Portugiesisch                |
| サラリーマン                                                      | sararīman                               | salary + man                                                                                    | Büroangestellter | Wasei-Eigo                   |
| サンキュー                                                        | sankyū                                  | Thank you                                                                                       | Danke | Englisch                     |
| サンド                                                            | sando                                   | sandwich                                                                                        | belegtes Brot | Englisch                     |
| シャボン玉                                                        | shabon dama                             | sabão + 玉 (tama „Kugel“)                                                                       | Seifenblase | Portugiesisch und Japanisch  |
| シュラフ                                                          | shurafu                                 | Schlaf(sack)                                                                                    | Schlafsack | Deutsch                      |
| シール                                                            | shīru                                   | seal (sticker)                                                                                  | Aufkleber | Englisch                     |
| シルバーシート                                                    | shirubāshīto                            | silver + seat                                                                                   | Sitze für ältere Menschen, schwangere Frauen und körperlich Behinderte in öffentlichen Verkehrsmitteln | Englisch                     |
| ジーパン                                                          | jīpan                                   | jeans + pants                                                                                   | Jeans | Englisch                     |
| ジェットコースター                                                | jetto kōsutā                            | jet coaster                                                                                     | Achterbahn | Englisch                     |
| スケボー                                                          | sukebō                                  | skateboard                                                                                      | Skateboard | Englisch                     |
| スト/ストライキ                                                   | suto/sutoraiki                          | strike                                                                                          | Streik | Englisch                     |
| ストーブ                                                          | sutōbu                                  | stove                                                                                           | Ofen | Englisch                     |
| ストーリー                                                        | sutōrii                                 | story                                                                                           | Geschichte, Handlung | Englisch                     |
| すべた oder スベタ                                                | subeta                                  | espada                                                                                          | hässliche Frau | Portugiesisch                |
| スマート                                                          | sumāto                                  | smart                                                                                           | schick | Englisch                     |
| スリーサイズ                                                      | surī saizu                              | three size                                                                                      | die drei Maße einer Frau | Englisch                     |
| ズボン                                                            | zubon                                   | jupon                                                                                           | Hose | Französisch                  |
| セクハラ                                                          | sekuhara                                | sexual harassment                                                                               | sexuelle Belästigung | Englisch                     |
| セックス                                                          | sekkusu                                 | sex                                                                                             | Sex | Englisch                     |
| ソーシャル・ディスタンス oder besser ソーシャル・ディスタンシング | sōsharu distansu / sōsharu distanshingu | Social Distance oder Social Distancing                                                          | Bei beiden Begriffen wird das Social Distancing bzw. die räumliche Distanzierung gemeint. Jedoch stammt ソーシャル・ディスタンス vom englischen Wort „Social Distance“ (dt. soziale Distanz). Darunter versteht man jedoch die Unterschiede in Klasse oder Gesellschaftsschicht. Deshalb sollte korrekterweise der Begriff ソーシャル・ディスタンシング verwendet werden. | Englisch                     |
| タバコ, たばこ oder 煙草                                          | tabako                                  | tabaco                                                                                          | Zigaretten | Portugiesisch                |
| タレント                                                          | tarento                                 | talent                                                                                          | darstellerisches Allround-Talent in der Unterhaltungsbranche | Englisch                     |
| ダビング                                                          | dabingu                                 | dubbing                                                                                         | Synchronisation | Englisch                     |
| テレカ                                                            | tereka                                  | telephone card                                                                                  | Telefonkarte | Englisch                     |
| テレビ                                                            | terebi                                  | television                                                                                      | Fernsehen | Englisch                     |
| テレビゲーム                                                      | terebi gēmu                             | TV game                                                                                         | Videospiel | Englisch                     |
| テーブル                                                          | tēburu                                  | table                                                                                           | Tisch | Englisch                     |
| デスク                                                            | desuku                                  | desk                                                                                            | Schreibtisch, Redaktion, Redakteur | Englisch                     |
| デパート                                                          | depāto                                  | department store                                                                                | Kaufhaus | Englisch                     |
| てんぷら                                                          | tenpura                                 | tempero                                                                                         | Tempura | Portugiesisch                |
| トラブル                                                          | toraburu                                | trouble                                                                                         | Problem | Englisch                     |
| トラべル                                                          | toraberu                                | travel                                                                                          | Reise | Englisch                     |
| トランプ                                                          | toranpu                                 | trump card (playing cards)                                                                      | Spielkarten, Kartenspiel | Englisch                     |
| ドクター ストップ                                                 | dokutā sutoppu                          | doctor stop                                                                                     | Rat eines Arztes, mit etwas aufzuhören | Wasei-Eigo                   |
| ドッペルゲンガー                                                  | dopperugengā                            | Doppelgänger                                                                                    | Doppelgänger | Deutsch                      |
| ドラマ                                                            | dorama                                  | drama                                                                                           | Fernsehspiel | Englisch                     |
| ドリフト                                                          | dorifuto                                | drift                                                                                           | Abdriften | Englisch                     |
| ドンマイ                                                          | don mai                                 | don't mind (Never mind!)                                                                        | Mach Dir nichts daraus! | Englisch                     |
| ナトリウム                                                        | natoriumu                               | Natrium                                                                                         | Natrium | Deutsch                      |
| ノイローゼ                                                        | noirōze                                 | Neurose                                                                                         | Neurose | Deutsch                      |
| ビニルハウス                                                      | biniruhausu                             | vinyl house                                                                                     | Gewächshaus | Englisch                     |
| ハンカチ                                                          | hankachi                                | handkerchief                                                                                    | Taschentuch | Englisch                     |
| ハンスト                                                          | hansuto                                 | hunger strike                                                                                   | Hungerstreik | Englisch                     |
| バージョン                                                        | bājon                                   | version                                                                                         | Version, Ausgabe | Englisch                     |
| バイキング                                                        | baikingu                                | viking                                                                                          | Buffet im Hotel | Englisch                     |
| バカンス                                                          | bakansu                                 | vacances                                                                                        | Urlaubsreise | Französisch                  |
| バックミラー                                                      | bakku mirā                              | back mirror                                                                                     | Rückspiegel | Englisch                     |
| パソコン                                                          | pasokon                                 | personal computer                                                                               | PC | Englisch                     |
| パン                                                              | pan                                     | pão                                                                                             | Brot | Portugiesisch                |
| パンク                                                            | panku                                   | puncture                                                                                        | Reifenpanne | Englisch                     |
| パンスト                                                          | pansuto                                 | panty + stocking                                                                                | Strumpfhose | Englisch                     |
| パンツ                                                            | pantsu                                  | pants                                                                                           | (Unter)hose | Englisch                     |
| ビー玉                                                            | bī dama                                 | vidro („Glas“) + 玉 (tama „Ball“)                                                               | Murmel | Portugiesisch + Japanisch    |
| ヒステリー                                                        | hisuterī                                | Hysterie                                                                                        | Hysterie | Deutsch                      |
| ビロード                                                          | birōdo                                  | veludo                                                                                          | Samt | Portugiesisch                |
| ピンセット                                                        | pinsetto                                | pincet                                                                                          | Pinzette | Niederländisch               |
| ファミコン                                                        | famikon                                 | family computer                                                                                 | Videospiel-Gerät von Nintendo | Englisch                     |
| ファンタジック                                                    | fantajikku                              | fantasy + -ique                                                                                 | fantastisch | Englisch und Französisch     |
| フォーク                                                          | fōku                                    | fork                                                                                            | Gabel | Englisch                     |
| フォーク                                                          | fōku                                    | folk music                                                                                      | Folkmusik | Englisch                     |
| フォーチュン・クッキー                                            | fōchun kukkī                            | fortune cookie                                                                                  | Glückskeks | Englisch                     |
| フライドポテト                                                    | furaido poteto                          | fried potato (french fries)                                                                     | Pommes frites | Wasei-Eigo                   |
| フリーダイヤル                                                    | furī daiyaru                            | free dial                                                                                       | gebührenfreie Telefonnummer | Englisch                     |
| フリーター                                                        | furītā                                  | freeter                                                                                         | Person in prekärem Arbeitsverhältnis | Wasei-Eigo                   |
| ブラ                                                              | bura                                    | bra                                                                                             | BH | Englisch                     |
| ブランコ                                                          | buranko                                 | balanço                                                                                         | Schaukel | Portugiesisch                |
| ブレザー                                                          | burezā                                  | blazer                                                                                          | Blazer, Schuluniform | Englisch                     |
| ドライバー                                                        | doraibā                                 | screw driver                                                                                    | Schraubenzieher | Englisch                     |
| ドライバー                                                        | doraibā                                 | driver                                                                                          | Fahrer | Englisch                     |
| ニート                                                            | nīto                                    | NEET (Not in Employment, Education or Training)                                                 | junger Arbeitsloser | Englisch                     |
| ベッド                                                            | beddo                                   | bed                                                                                             | Bett | Englisch                     |
| プラスドライバー                                                  | purasu doraibā                          | plus driver (Phillips screwdriver)                                                              | Kreuzschraubenzieher | Wasei-Eigo                   |
| ペーパードライバー                                                | pēpādoraibā                             | paper driver                                                                                    | Führerscheinhalter, Ohne Fahrpraxis | Wasei-Eigo                   |
| ホッチキス                                                        | hocchikisu                              | Hotchkiss                                                                                       | Hefter | Firmenname                   |
| ホワイトデー                                                      | howaito dē                              | White Day                                                                                       | 14. März, ein Monat nach dem Valentinstag | Englisch                     |
| ボンベ                                                            | bonbe                                   | Bombe                                                                                           | Gasflasche | Deutsch                      |
| ポケモン                                                          | pokemon                                 | pocket monster                                                                                  | Pokémon | Wasei-Eigo                   |
| マイペース                                                        | maipēsu                                 | my pace                                                                                         | sich nicht unter Zeitdruck setzen, eher langsame und entspannte persönliche Vorgehensweise | Englisch                     |
| マンション                                                        | manshon                                 | mansion                                                                                         | besseres Apartment | Englisch                     |
| モーニングコール                                                  | mōningu kōru                            | morning call                                                                                    | Weckruf im Hotel | Englisch                     |
| ヌーベルバーグ                                                    | Nūberu bāgu                             | Nouvelle vague                                                                                  | bezeichnet verschiedene Strömungen in der Filmgeschichte, insbesondere die Nouvelle Vague und, davon abgeleitet, die Japanische Neue Welle | Französisch                  |
| ヤンエグ                                                          | yan egu                                 | young executive                                                                                 | junger Angestellter | Englisch                     |
| ラブホテル                                                        | rabu hoteru                             | love hotel                                                                                      | Liebeshotel | Englisch                     |
| ランドセル                                                        | randoseru                               | ransel                                                                                          | Schulranzen | Niederländisch               |
| リサイクルショップ                                                | risaikuru shoppu                        | recycle shop                                                                                    | Secondhand-Laden | Wasei-Eigo                   |
| リストラ                                                          | risutora                                | restructuring                                                                                   | Entlassungen im Rahmen von Rationalisierungsmaßnahmen | Englisch                     |
| リフォーム                                                        | rifōmu                                  | reform                                                                                          | Renovierung | Englisch                     |
| リュックサック                                                    | ryukkusakku, kurz: ryukku               | Rucksack                                                                                        | Rucksack | Deutsch                      |
| ロープ ウェー                                                     | rōpu wē                                 | rope way                                                                                        | Seilbahn | Englisch                     |
| ロマン, 浪漫                                                      | roman                                   | roman                                                                                           | Romanze, stimmungsvolle Schilderung | Französisch                  |
| ロリコン                                                          | rorikon                                 | Lolita complex                                                                                  | Lolitakomplex, Pädophilie | Englisch                     |
| ロックダウン                                                      | rokkudaun                               | Lockdown                                                                                        | Lockdown / Massenquarantäne | Englisch                     |
| ウォークマン                                                      | wōkuman                                 | Wortschöpfung und geschützter Markenname von Sony                                               | Walkman | Wasei-Eigo                   |
| ワンピース                                                        | wanpīsu                                 | one piece                                                                                       | einteiliges Sommerkleid | Englisch                     |